# Escut de la Pobla del Duc
L'escut de la Pobla del Duc és un símbol representatiu oficial del municipi valencià de la Pobla del Duc (la Vall d'Albaida). Té el següent blasonament:
| « | Escut quadrilong de punta redona, truncat i migpartit. Al primer quarter, en camp d'atzur, una església d'argent acostada d'una carrasca de sinople. Al segon quarter, en camp d'or, un bou passant de gules, terrassat de sinople, amb una bordura de gules, carregada de vuit feixos d'or. Al tercer quarter, un faixat d'or i de sable en sis peces. Per timbre, una corona reial oberta. | » |

## Història
Resolució del 15 de novembre de 1999, del conseller de Justícia i Administracions Públiques. Publicat en el DOGV núm. 3.648, del 20 de desembre de 1999.
L'església del poble, dedicada a l'Assumpció de Nostra Senyora, i l'arbre són un senyal tradicional dels segells municipals. A sota, les armories dels Borja, ducs de Gandia i antics senyors de la vila, als quals es refereix el topònim de la Pobla del Duc.